# Нова-Резенди
Нова-Резенди (порт. Nova Resende) — муниципалитет в Бразилии, входит в штат Минас-Жерайс. Составная часть мезорегиона Юг и юго-запад штата Минас-Жерайс. Входит в экономико-статистический микрорегион Сан-Себастьян-ду-Параизу. Население составляет 15 472 человека на 2006 год. Занимает площадь 390,181 км². Плотность населения — 39,7 чел./км².
Праздник города — 10 сентября.

## История
Город основан 16 сентября 1901 года.

## Статистика
- Валовой внутренний продукт на 2003 год составляет 48 821 965,00 реалов (данные: Бразильский институт географии и статистики).
- Валовой внутренний продукт на душу населения на 2003 год составляет 3311,09 реала (данные: Бразильский институт географии и статистики).
- Индекс развития человеческого потенциала на 2000 год составляет 0,727 (данные: Программа развития ООН).

## География
Климат местности: горный тропический. В соответствии с классификацией Кёппена, климат относится к категории 17º.